# Margaretha Ferguson
Margaretha Dorothea Ferguson (Arnhem, 5 september 1920 – Hải Phòng, 7/8 mei 1992), geboren als Margaretha Dorothea Wigerink, was een Nederlands schrijfster, journaliste en vertaalster.

## Biografie
Haar eerste levensjaren bracht ze door in Arnhem. Haar moeder Mina was Joods, haar vader kwam uit een Rooms-Katholieke familie, maar beiden hadden zich losgemaakt van hun milieu en waren overtuigde, gedreven socialisten. Bovendien waren het sterke individualisten die haar, naar eigen zeggen, veel alleen lieten en ze voelde zich als kind vaak eenzaam.
Toen Margaretha negen was, verhuisde het gezin van Arnhem naar Bandung in Nederlands-Indië en vervolgens naar Batavia, waar haar vader een boekhandel opende. Margaretha bezocht de HBS; hier leerde ze de schrijfster Aya Zikken kennen.
In 1939 trouwde ze in Batavia met Frits Fleischer, zeeman en gezagvoerder bij de Koninklijke Paketvaart Maatschappij. Uit dit huwelijk zouden twee zoons en een dochter geboren worden. Ze woonden in Makassar.
Tijdens de Japanse bezetting, kwam ze terecht in verschillende Jappenkampen. Eerst, in 1942, in Tjideng, waar in 1943 haar dochter Marjan werd geboren. In 1944 werd ze met haar dochter overgeplaatst naar kamp Tangerang en in 1945 naar kamp Adek.
In 1946, na de oorlog, keerde ze met haar dochter terug naar Nederland en begon een studie psychologie in haar nieuwe woonplaats Utrecht. Ze voelde zich volkomen ontworteld. Een psychiater adviseerde haar een dagboek bij te houden. In 1948 vond de hereniging met Fleischer plaats, in Nederlands-Indië. Ze woonden achtereenvolgens op Sumatra in Belawan en Medan. Het huwelijk met Fleischer eindigde in een scheiding; ze keerde met haar kinderen terug naar Nederland en ging in Den Haag wonen.
Ze debuteerde in 1959 met de verhalenbundel Anna en haar vader. In 1962 verscheen haar eerste roman, Onmogelijke mensen. Ze vertaalde daarnaast uit het Engels, Duits, Frans en Russisch en schreef over literatuur en haar reizen. In de jaren zestig bezocht ze tweemaal de Sovjet-Unie en in 1972 verscheen Onstuimig Rusland. Moskou, Tasjkent, Samarkand, Jerewan. Een reis naar Afrika leidde tot Mijn vrienden in Khartoem (1973). In 1974 reisde ze voor het eerst naar China, waarna in 1975 Een Haagsche dame in China verscheen en in 1980 China gewoon.
Van 1960 tot 1979 werkte Ferguson voor Het Vaderland. Ze publiceerde in diverse tijdschriften en schreef onder de naam Fergu cursiefjes in de Haagsche Courant.
In 1973 trouwde ze opnieuw, met Thomas Willem Ferguson, een collega van Fleischer, agent bij de Koninklijke Pakketvaart Maatschappij, met wie ze in Den Haag na haar terugkomst was gaan samenwonen. In datzelfde jaar ging ze voor het eerst terug naar Indonesië. Daaruit ontstond Nu wonen er andere mensen... Terug op Java (1974). Een jaar later publiceerde ze in Mammie, ik ga dood haar herinneringen aan de Japanse interneringskampen. Deze herinneringen spelen ook een grote rol in Elias in Batavia en Jakarta (1977).
Herinneringen aan Arnhem tekende ze op in de verhalenbundel Zeven straten en een park (1977).
Ferguson was jarenlang lid van de Raad voor de Kunst en andere literaire instanties, zoals de Jan Campert-Stichting.
Ze overleed onverwacht tijdens een reis in Vietnam, in de nacht van 7 op 8 mei 1992.

## Vertalingen
- Alexander Poesjkin: Verhalen, 1957 (vertaald uit het Russisch)
- Ferdinando Reyna: Ballet, 1964 (in de serie "Gaade's kunstgalerij; vertaling van Histoire du ballet, 1964)
- Mary McCarthy: Eerste persoon meervoud, 1965 (vertaling van The Company She Keeps, 1942)
- Boris Pasternak: Brieven aan mijn Georgische vrienden, 1969) (in de serie "Witte Beertjes", vertaling uit het Russisch)
- William C. Schultz: Blij. Het verruimen van het menselijk bewustzijn, 1970 (vertaling van Joy: Expanding Human Awareness, 1967)
- Heinrich Böll: Groepsfoto met dame, 1972 (vertaling van Gruppenbild mit Dame, 1971)
- Anaïs Nin: Dagboek 1931-1934 (vertaling van The Diary of Anaïs Nin Volume I 1931-1934, 1966)
- Hermann Hesse: Een voetreis in de herfst, 1974 (in de serie "Kwintessens", vertaling uit het Duits)
- Abraham H. Maslow: Psychologie van het menselijk zijn, 1974 (vertaling van Toward a Psychology of Being, 1962)
- Mary McCarthy: Zeg mij wie uw vrienden zijn, 1974 (vertaling van The Company She Keeps, 1942)
- Milton Schwebel en Jane Raph: Leer-kracht. Ideeën van Piaget toegepast in de praktijk, 1974 (vertaling van Piaget in the classroom, 1973)
- Joan Grant en Denys Kelsey: Meer dan één leven. Psychische problemen verklaard door vorige incarnaties, 1974 (vertaling van Many Lifetimes, 1968)
- Fay Weldon: Praxis, 1979 (vertaling van de gelijknamige roman, 1978)
- Fay Weldon: en mevrouw ging er vandoor, 1985 (vertaling van And the wife ran away, 1967)
- Anaïs Nin: Henry en June, 1992 (gedeeltelijke heruitgave van Dagboek 1931-1934)